# 钟前水库
钟前水库是中国浙江省温州市乐清市境内的一座水库，位于白石溪上，建于1960年。水库正常库容为1663万立方米，集雨面积为39平方千米，海拔为120米。